# Карункио
Карункио (итал. Carunchio) је насеље у Италији у округу Кјети, региону Абруцо.
Према процени из 2011. у насељу је живело 622 становника. Насеље се налази на надморској висини од 624 м.

## Становништво
Према резултатима пописа становништва 2011. у општини је живело 639 становника.
| 1931. | 1936. | 1951. | 1961. | 1971. | 1981. | 1991. | 2001. | 2011. |
| ----- | ----- | ----- | ----- | ----- | ----- | ----- | ----- | ----- |
| 1.541 | 1.623 | 1.807 | 1.573 | 1.180 | 1.000 | 876   | 781   | 639   |